# Траян Траянов
Траян Димитров Траянов е български футболист, защитник. Роден е на 3 август 1987 година във Враца. Играе за Черноморец (Балчик).

## Кариера
Започва кариерата си в местния Ботев, но когато е на 13-годишна възраст преминава в ДЮШ на ПФК Левски (София). Там тренира и играе под ръководството на Петър Ковачев и Бисер Хаздай.
След навършване на пълнолетие започва да играе като аматьор в отбора на ПФК Чавдар (Бяла Слатина) (2006), където е доведен от Антони Здравков. С този клуб дебютира в мъжкия футбол и остава там в продължение на три години, изигравайки над 70 мача за отбора. След като Чавдар изпада във В групите през 2009 година преминава в играещия тогава в Б ПФГ отбор на ФК Ботев (Криводол), които откупуват правата му от Левски (Сф), подписвайки първи професионален договор.
След като напуска Криводол през 2010 година, подписва договор с отбора на ПФК Видима-Раковски (Севлиево). Остава там до 2011 година, като се завръща в родния Ботев (Враца), но не успява да се наложи в отбора и го напуска само след един изигран мач, в който отбелязва един гол.
От февруари 2012 година е играч на ПФК Сливнишки герой.

## Статистика по сезони
| Сезон    | Отбор           | Първенство | Мачове | Голове |
| -------- | --------------- | ---------- | ------ | ------ |
| 2009/ес. | Ботев (Кр)      | Б група    | 5      | 0      |
| 2010/пр. | Видима-Раковски | Б група    | 14     | 1      |
| 2010/11  | Видима-Раковски | А група    | 25     | 0      |
| 2011/ес. | Ботев (Враца)   | А група    | 1      | 1      |
| 2012/пр. | Сливнишки герой | Б група    | 6      | 0      |
| 2012/13  | Светкавица (Тщ) | Б група    | 21     | 1      |
| 2013/ес. | Нефтохимик (Бс) | А група    | 2      | 0      |
| 2013/14  | Черноморец (Бс) | А група    | 27     | 1      |
| 2014/15  | Локомотив (Сф)  | А група    | 18     | 0      |
| 2015/16  | Черно море      | А група    | 14     | 1      |
| 2016/17  | Черно море      | Първа лига | 20     | 1      |

## Успехи
Черно море
- Суперкупа на България (1): 2015